# يو إف سي ليلة القتال: روثويل ضد دوس سانتوس
يو إف سي ليلة القتال: روثويل ضد دوس سانتوس (بالإنجليزية: UFC Fight Night: Rothwell vs. dos Santos)‏ هو حدث لفنون القتال المختلطة نظمته يو إف سي، أُقيم في 10 أبريل 2016، على زغرب أرينا في زغرب، كرواتيا.